# Eupithecia youngata
Eupithecia youngata är en fjärilsart som beskrevs av Taylor 1906. Eupithecia youngata ingår i släktet Eupithecia och familjen mätare. Inga underarter finns listade i Catalogue of Life.